# 田川 (主持人)
田川是一位凤凰卫视主持人。

## 生平
出生于中华人民共和国哈尔滨，毕业于英国伦敦艺术大学伦敦时尚学院服装设计系。2010年出道，参加凤凰卫视《中华小姐环球大赛》，夺得总决赛冠军及最上镜小姐头衔。2012年加入凤凰卫视，成为《娱乐大风暴》及《娱乐新闻报道》节目主持人。